# Forstfeld
Forstfeld település Franciaországban, Bas-Rhin megyében. Lakosainak száma 810 fő (2022. január 1.). Forstfeld Beinheim, Hatten, Kauffenheim, Kesseldorf, Leutenheim, Rittershoffen és Roppenheim községekkel határos.

## Népesség
A település népességének változása:
| Lakosok száma | 729  | 731  | 733  | 737  | 745  | 754  | 772  | 793  | 810  |
|               | 2013 | 2015 | 2016 | 2017 | 2018 | 2019 | 2020 | 2021 | 2022 |